# Saniya Rivers
Pour les articles homonymes, voir Rivers.
Saniya Rivers, née le 4 mars 2003 à Wilmington (Caroline du Nord), est une joueuse de basket-ball américaine.

## Carrière
Née le 4 mars 2003 à Wilmington (Caroline du Nord) a joué au basketball au lycée Eugene Ashley de Wilmington, où elle est nommée trois fois meilleure joueuse de l'année Gatorade de Caroline du Nord, avec des statistiques en dernière année de 34,3 points, 12,1 rebonds, 6,1 interceptions et 5,8 passes décisives par match, et quatre fois sélectionnée dans l'équipe All-State de la NCBCA.
Elle choisit de rejoindre les Gamecocks de la Caroline du Sud, mais n'y est que remplaçante avec 27 matchs pour une moyenne de 2,3 points et 1,4 passes décisives. Bien que les Gamecocks soient championnes NCAA, elle est transférée en mai 2022 au Wolfpack de NC State. En sophomore, elle dispute 31 matchs, avec une moyenne de 8,6 points et 5,2 rebonds. Elle mène l'équipe en rebonds, passes décisives, interceptions et contres par match. Elle est sélectionnée dans le meilleur cinq de l'ACC et le meilleur cinq défensif de l'ACC. Ses moyennes sont de 12,5 points, 6,1 rebonds, 3,7 passes décisives, 2,1 interceptions et 0,9 contre, en commençant les 35 matchs et NC State atteint le Final four,,. Lors de son année senior, NC State atteint le Sweet Sixteen (11.9 points, 6.6 rebounds, 3.8 assists, 1.6 steals and 1.3 blocks) et elle se fait remarquer en marquant 33 points face aux Huskies du Connecticut, ce qui la fait envisager comme une sélection de fin de premier tour pour la draft. 
Elle est sélectionnée par le Sun du Connecticut en huitième place de la draft WNBA 2025, le plus haut choix pour une joueuse de NC State. Elle manque la majeure partie du camp d'entraînement, toute la pré-saison et le match d'ouverture de la saison pour passer du temps avec sa famille après le décès de sa mère, 30 avril 2025. Elle débute le 20 mai, lors d'une défaite 62-87 contre les Aces de Las Vegas, inscrivant 11 points en 25 minutes en sortie de banc.

## Palmarès
- Championne NCAA (2022)
- Meilleure sixième femme de l'ACC (2023)
- Meilleur cinq de l'ACC (2024, 2025)
- Meilleur cinq défensif de l'ACC (2024, 2025)
- Gatorade National Player of the Year (2021)
- McDonald's All-American (2021)